# Kennebec (Dél-Dakota)
Kennebec település az Amerikai Egyesült Államok Dél-Dakota államában, Lyman megyében, melynek megyeszékhelye is. Lakosainak száma 281 fő (2020. április 1.).

## Népesség
A település népességének változása:

| 2010 | 240 |
| 2020 | 281 |